# Jakob Anderegg

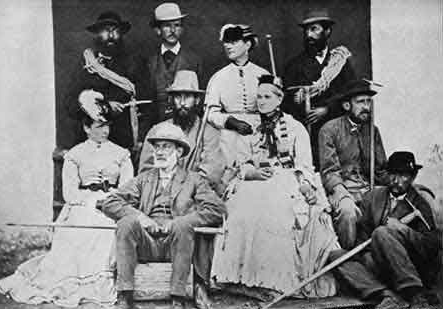
Jakob Anderegg, arriba a la izquierda con su primo Melchior Anderegg (arriba a la derecha) y la familia Walker en 1870

Jakob Anderegg (Oberwil im Simmental, 11 de marzo de 1829 - 17 de septiembre de 1878, Meiringen) fue un guía de alta montaña suizo.

## Primeras ascensiones
Participó en numerosas primeras ascensiones de los Alpes con su primo Melchior Anderegg, apodado el «rey de los guías» y sus clientes, especialmente los ingleses Leslie Stephen, Horace Walker y Lucy Walker, y el francés Henri Cordier.
- 21 de julio de 1864: Balmhorn con Frank, Lucy y Horace Walker y Melchior Anderegg[2]
- 16 de agosto de 1864: la cima oeste del Liskamm con Leslie Stephen, E. N. Buxton y el guía Franz Biner[2]
- 22 de agosto de 1864: Zinalrothorn con Leslie Stephen, F. Crauford Grove y Melchior Anderreg[2]
- 28 de junio de 1865: vertiente sudeste y arista noroeste del Piz Roseg con A. W. Moore y Horace Walker
- 6 de julio de 1865: Ober Gabelhorn con A. W. Moore y Horace Walker[2]
- 9 de julio de 1865: Pigne d'Arolla con A. W. Moore y Melchior Anderegg
- 15 de julio de 1865: espolón de la Brenva en el mont Blanc con George Spencer Mathews, A. W. Moore, Frank y Horace Walker, y Melchior Anderegg[2]
- 10 de julio de 1869: Gspaltenhorn con G. E. Forster y el guía Hans Baumann[2]
- 16 de agosto de 1872: arista este-noreste de la Grivola con F. T. Pratt-Barlow, S.F. Still y el guía L. Lanier[2]
- 28 de junio de 1876: aiguille du Plat de la Selle con Henri Cordier y Andreas Maurer[3]
- 15 de julio de 1876: arista sudeste del Finsteraarhorn con Henri Cordier y el guía Kaspar Maurer[2]
- 31 de julio de 1876: couloir Cordier en la cara norte de la aiguille Verte con Henri Cordier, Thomas Middlemore, J. O. Maund y los guías Andreas Maurer y Johann Jaun[2]
- 4 de agosto de 1876: vía Cordier en la cara norte de las Courtes con Henri Cordier, Thomas Middlemore, J. O. Maund y los guías Andreas Maurer y Johann Jaun[2]
- 7 de junio de 1877 Le Plaret, con Henri Cordier (que se mató en el descenso) y el guía Andreas Maurer[3]